# دهستان حصارچه
دهستان حصارچه نام دهستانی در بخش جرگلان شهرستان راز و جرگلان، استان خراسان شمالی در ایران است. براساس سرشماری مرکز آمار ایران در سال ۱۳۸۵، جمعیت آن  نفر ( خانوار) بوده‌است.